# Lijst van senatoren uit Colorado

Zegel van de staat Colorado

Dit is een lijst van de senatoren voor de Amerikaanse staat Colorado. De senatoren voor Colorado zijn ingedeeld als Klasse II en Klasse III. De twee huidige senatoren voor Colorado zijn: Michael Bennet senator sinds 2009 de (senior senator) en John Hickenlooper senator sinds 2021 de (junior senator), beiden lid van de Democratische Partij.
Prominenten die hebben gediend als senator voor Colorado zijn onder anderen: Henry Teller (later minister van Binnenlandse Zaken), Haw Tabor (prominent ondernemer), Thomas Bowen (eerder gouverneur van Idaho), Simon Guggenheim (prominent filantroop en lid van de familie-Guggenheim), Wayne Allard (prominent politicus), Mark Udall (prominent politicus en lid van de familie-Udall), Charles Waterman (prominent politicus),  Eugene Millikin (prominent politicus), Peter Dominick (later ambassadeur), Gary Hart (prominent politicus en diplomaat), Tim Wirth (prominent politicus en diplomaat), Ben Nighthorse Campbell (lid van de Cheyenne), Ken Salazar (later minister van Binnenlandse Zaken) en Michael Bennet (prominent politicus).

## Klasse II
| Nr. | Senator voor Colorado Senator from Colorado | Senator voor Colorado Senator from Colorado | Senator voor Colorado Senator from Colorado | Ambtstermijn     | Ambtstermijn    | Partij(en) | Verkiezing(en) |
| --- | ------------------------------------------- | ------------------------------------------- | ------------------------------------------- | ---------------- | --------------- | ---------- | -------------- |
| 1   |                                             | Henry Teller                                | Henry Teller (1830–1914)                    | 15 november 1876 | 18 april 1882   | R          | 1876           |
| 1   | 1877                                        | Henry Teller                                | Henry Teller (1830–1914)                    | 15 november 1876 | 18 april 1882   | R          |                |
| 2   |                                             | George Chilcott                             | George Chilcott (1828–1891)                 | 18 april 1882    | 27 januari 1883 | R          |                |
| 3   |                                             | Haw Tabor                                   | Haw Tabor (1830–1899)                       | 27 januari 1883  | 4 maart 1883    | R          | 1883 (1)       |
| 4   |                                             | Thomas Bowen                                | Thomas Bowen (1835–1906)                    | 4 maart 1883     | 4 maart 1889    | R          | 1883 (2)       |
| 5   |                                             | Edward Wolcott                              | Edward Wolcott (1848–1905)                  | 4 maart 1889     | 4 maart 1901    | R          | 1889           |
| 5   | 1895                                        | Edward Wolcott                              | Edward Wolcott (1848–1905)                  | 4 maart 1889     | 4 maart 1901    | R          |                |
| 6   |                                             | Thomas Patterson                            | Thomas Patterson (1839–1916)                | 4 maart 1901     | 4 maart 1907    | D          | 1901           |
| 7   |                                             | Simon Guggenheim                            | Simon Guggenheim (1867–1941)                | 4 maart 1907     | 4 maart 1913    | R          | 1907           |
| 8   |                                             | John Shafroth                               | John Shafroth (1854–1922)                   | 4 maart 1913     | 4 maart 1919    | D          | 1913           |
| 9   |                                             | Lawrence Phipps                             | Lawrence Phipps (1862–1958)                 | 4 maart 1919     | 4 maart 1931    | R          | 1918           |
| 9   | 1924                                        | Lawrence Phipps                             | Lawrence Phipps (1862–1958)                 | 4 maart 1919     | 4 maart 1931    | R          |                |
| 10  |                                             | Edward Costigan                             | Edward Costigan (1874–1939)                 | 4 maart 1931     | 3 januari 1937  | D          | 1930           |
| 11  |                                             | Edwin Johnson                               | Edwin Johnson (1874–1970)                   | 3 januari 1937   | 3 januari 1955  | D          | 1936           |
| 11  | 1942                                        | Edwin Johnson                               | Edwin Johnson (1874–1970)                   | 3 januari 1937   | 3 januari 1955  | D          |                |
| 11  | 1948                                        | Edwin Johnson                               | Edwin Johnson (1874–1970)                   | 3 januari 1937   | 3 januari 1955  | D          |                |
| 12  |                                             | Gordon Allott                               | Gordon Allott (1907–1989)                   | 3 januari 1955   | 3 januari 1973  | R          | 1954           |
| 12  | 1960                                        | Gordon Allott                               | Gordon Allott (1907–1989)                   | 3 januari 1955   | 3 januari 1973  | R          |                |
| 12  | 1966                                        | Gordon Allott                               | Gordon Allott (1907–1989)                   | 3 januari 1955   | 3 januari 1973  | R          |                |
| 13  |                                             | Floyd Haskell                               | Floyd Haskell (1916–1998)                   | 3 januari 1973   | 3 januari 1979  | D          | 1972           |
| 14  |                                             | William Armstrong                           | William Armstrong (1937–2016)               | 3 januari 1979   | 3 januari 1991  | R          | 1978           |
| 14  | 1984                                        | William Armstrong                           | William Armstrong (1937–2016)               | 3 januari 1979   | 3 januari 1991  | R          |                |
| 15  |                                             | Hank Brown                                  | Hank Brown (1940)                           | 3 januari 1991   | 3 januari 1997  | R          | 1990           |
| 16  |                                             | Wayne Allard                                | Wayne Allard (1943)                         | 3 januari 1997   | 3 januari 2009  | R          | 1996           |
| 16  | 2002                                        | Wayne Allard                                | Wayne Allard (1943)                         | 3 januari 1997   | 3 januari 2009  | R          |                |
| 17  |                                             | Mark Udall                                  | Mark Udall (1950)                           | 3 januari 2009   | 3 januari 2015  | D          | 2008           |
| 18  |                                             | Cory Gardner                                | Cory Gardner (1974)                         | 3 januari 2015   | 3 januari 2021  | R          | 2014           |
| 19  |                                             | John Hickenlooper                           | John Hickenlooper (1952)                    | 3 januari 2021   | heden           | D          | 2020           |

## Klasse III
| Nr.    | Senator voor Colorado Senator from Colorado | Senator voor Colorado Senator from Colorado | Senator voor Colorado Senator from Colorado | Ambtstermijn      | Ambtstermijn     | Partij(en)  | Verkiezing(en) |
| ------ | ------------------------------------------- | ------------------------------------------- | ------------------------------------------- | ----------------- | ---------------- | ----------- | -------------- |
| 1      |                                             | Jerome Chaffee                              | Jerome Chaffee (1825–1886)                  | 15 november 1876  | 4 maart 1879     | R           | 1876           |
| 2      |                                             | Nathaniel Hill                              | Nathaniel Hill (1832–1900)                  | 4 maart 1979      | 4 maart 1885     | R           | 1879           |
| 3      |                                             | Henry Teller                                | Henry Teller (1830–1914)                    | 4 maart 1885      | 4 maart 1909     | R (1885–00) | 1885           |
| 3      | 1891                                        | Henry Teller                                | Henry Teller (1830–1914)                    | 4 maart 1885      | 4 maart 1909     | R (1885–00) |                |
| 3      | 1897                                        | Henry Teller                                | Henry Teller (1830–1914)                    | 4 maart 1885      | 4 maart 1909     | R (1885–00) |                |
| 3      | D (1900–09)                                 | Henry Teller                                | Henry Teller (1830–1914)                    | 4 maart 1885      | 4 maart 1909     |             |                |
| 3      | 1903                                        | Henry Teller                                | Henry Teller (1830–1914)                    | 4 maart 1885      | 4 maart 1909     |             |                |
| 4      |                                             | Charles Hughes                              | Charles Hughes (1853–1911)                  | 4 maart 1909      | 11 januari 1911  | D           | 1909           |
| Vacant |                                             |                                             |                                             |                   |                  |             | 1909           |
| 5      |                                             | Charles Thomas                              | Charles Thomas (1849–1934)                  | 15 januari 1913   | 4 maart 1921     | D           | 1913           |
| 5      | 1914                                        | Charles Thomas                              | Charles Thomas (1849–1934)                  | 15 januari 1913   | 4 maart 1921     | D           |                |
| 6      |                                             | Samuel Nicholson                            | Samuel Nicholson (1859–1923)                | 4 maart 1921      | 24 maart 1923    | R           | 1920           |
| Vacant |                                             |                                             |                                             |                   |                  |             | 1920           |
| 7      |                                             | Alva Adams                                  | Alva Adams (1875–1941)                      | 17 mei 1923       | 1 december 1924  | D           | 1920           |
| 8      |                                             | Rice Means                                  | Rice Means (1877–1949)                      | 1 december 1924   | 4 maart 1927     | R           | 1924           |
| 9      |                                             | Charles Waterman                            | Charles Waterman (1861–1932)                | 4 maart 1927      | 27 augustus 1932 | R           | 1926           |
| Vacant |                                             |                                             |                                             |                   |                  |             | 1926           |
| 10     |                                             | Walter Walker                               | Walter Walker (1883–1956)                   | 26 september 1932 | 6 december 1932  | D           | 1926           |
| 11     |                                             | Karl Schuyler                               | Karl Schuyler (1877–1933)                   | 6 december 1932   | 4 maart 1933     | R           | 1932 (1)       |
| 12     |                                             | Alva Adams                                  | Alva Adams (1875–1941)                      | 4 maart 1933      | 1 december 1941  | D           | 1932 (2)       |
| 12     | 1938                                        | Alva Adams                                  | Alva Adams (1875–1941)                      | 4 maart 1933      | 1 december 1941  | D           |                |
| Vacant |                                             |                                             |                                             |                   |                  |             |                |
| 13     |                                             | Eugene Millikin                             | Eugene Millikin (1891–1958)                 | 20 december 1941  | 3 januari 1957   | R           |                |
| 13     | 1942                                        | Eugene Millikin                             | Eugene Millikin (1891–1958)                 | 20 december 1941  | 3 januari 1957   | R           |                |
| 13     | 1944                                        | Eugene Millikin                             | Eugene Millikin (1891–1958)                 | 20 december 1941  | 3 januari 1957   | R           |                |
| 13     | 1950                                        | Eugene Millikin                             | Eugene Millikin (1891–1958)                 | 20 december 1941  | 3 januari 1957   | R           |                |
| 14     |                                             | John Carroll                                | John Carroll (1901–1983)                    | 3 januari 1957    | 3 januari 1963   | D           | 1956           |
| 15     |                                             | Peter Dominick                              | Peter Dominick (1915–1981)                  | 3 januari 1963    | 3 januari 1975   | R           | 1962           |
| 15     | 1968                                        | Peter Dominick                              | Peter Dominick (1915–1981)                  | 3 januari 1963    | 3 januari 1975   | R           |                |
| 16     |                                             | Gary Hart                                   | Gary Hart (1936)                            | 3 januari 1975    | 3 januari 1987   | D           | 1974           |
| 16     | 1980                                        | Gary Hart                                   | Gary Hart (1936)                            | 3 januari 1975    | 3 januari 1987   | D           |                |
| 17     |                                             | Tim Wirth                                   | Tim Wirth (1939)                            | 3 januari 1987    | 3 januari 1993   | D           | 1986           |
| 18     |                                             | Ben Nighthorse Campbell                     | Ben Nighthorse Campbell (1933)              | 3 januari 1993    | 3 januari 2005   | D (1993–95) | 1994           |
| 18     | R (1995–05)                                 | Ben Nighthorse Campbell                     | Ben Nighthorse Campbell (1933)              | 3 januari 1993    | 3 januari 2005   |             | 1994           |
| 18     | 1998                                        | Ben Nighthorse Campbell                     | Ben Nighthorse Campbell (1933)              | 3 januari 1993    | 3 januari 2005   |             |                |
| 19     |                                             | Ken Salazar                                 | Ken Salazar (1955)                          | 3 januari 2005    | 20 januari 2009  | D           | 2004           |
| 20     |                                             | Michael Bennet                              | Michael Bennet (1964)                       | 20 januari 2009   | heden            | D           | 2004           |
| 20     | 2010                                        | Michael Bennet                              | Michael Bennet (1964)                       | 20 januari 2009   | heden            | D           |                |
| 20     | 2016                                        | Michael Bennet                              | Michael Bennet (1964)                       | 20 januari 2009   | heden            | D           |                |
| 20     | 2022                                        | Michael Bennet                              | Michael Bennet (1964)                       | 20 januari 2009   | heden            | D           |                |